# Йожеф Кардош
Йожеф Кардош (угор. József Kardos, 29 березня 1960 — 28 липня 2022) — угорський футболіст, що грав на позиції півзахисника. Футболіст року в Угорщині (1983).
Виступав, зокрема, за клуби «Уйпешт» та «Вашаш», а також національну збірну Угорщини, у складі якої був учасником чемпіонату світу 1986 року.

## Клубна кар'єра
У дорослому футболі дебютував 1978 року виступами за команду другого дивізіону «Шалготар'ян», в якій провів один сезон.
Своєю грою за цю команду привернув увагу представників тренерського штабу клубу «Уйпешт», до складу якого приєднався 1979 року. Відіграв за клуб з Будапешта наступні вісім сезонів своєї ігрової кар'єри. Більшість часу, проведеного у складі «Уйпешта», був основним гравцем команди. У 1982 та 1983 роках він вигравав з командою Кубок Угорщини, а у 1987 році здобув «золотий дубль». Крім того у 1983 році він був визнаний угорським футболістом року.
1987 року уклав контракт з клубом «Вашаш», у складі якого провів наступний рік своєї кар'єри гравця. Граючи у складі «Вашаша» також здебільшого виходив на поле в основному складі команди.
Згодом Кардош недовго виступав за грецький «Аполлон» (Каламарія) та нижчоліговий угорський «Дунакесі», а завершив ігрову кар'єру у команді «Вац», за яку виступав протягом 1990 року. Надалі працював тренером низки невеликих угорських клубів.

## Виступи за збірні
У складі збірної Угорщини до 20 років був учасником молодіжного чемпіонату світу 1979 року в Японії, на якому зіграв у всіх трьох матчах і забив 1 гол, але його команда не вийшла з групи.
8 жовтня 1983 року дебютував в офіційних іграх у складі національної збірної Угорщини в товариському матчі проти Австрії (1:3).
У складі збірної був учасником чемпіонату світу 1986 року у Мексиці, зігравши усі три матчі, втім Угорщина не подолала груповий етап.
Загалом протягом кар'єри у національній команді, яка тривала 7 років, провів у її формі 33 матчі, забивши 3 голи.

## Титули і досягнення
- Чемпіон Угорщини (1):

«Гонвед»: 78/79
- Володар Кубка Угорщини (1):

«Гонвед»: 1981/82, 1982/83, 1986/87

### Індивідуальні
- Футболіст року в Угорщині: 1983